# Lamprocryptus hyalinipennis
Lamprocryptus hyalinipennis là một loài tò vò trong họ Ichneumonidae.